# Peder Bergström
Peder Bergström, född i Örebro, var en svensk frälsningssoldat och psalmförfattare. Bergström flyttade till Norge 1879 och blev 1888 officer i Frälsningsarmén. Han var divisionschef inom FA i Norge, Sverige och Danmark. Bergström emigrerade senare till Amerika där han arbetade som pastor i en missionsförsamling.

## Sånger
- Därför älskar jag min Jesus
- Fyll jorden med lovsång